# 中国化学史
17世纪以前，化学还未成为一门独立的学科，但是利用化学手段来发展生产生活的历史早已开始。在北京人的时代，火的使用已经十分普遍。中国人在古代发展出了一系列烧制陶瓷、冶金和酿造的工艺。鸦片战争之后，近代化学传入，1866年设立的算学馆就有教授化学课程。徐寿和英国传教士傅兰雅翻译了大批西方人写的化学书籍。中華民國成立後，化学得以有较大发展，出现了李方训、戴安邦、徐光宪等一大批化学家。侯德榜发明的联合制碱法是对近代化工的重大贡献。民國十七年(1928年)七月，中央研究院成立化學所，並於民國46年遷台復所。中华人民共和国成立后于1956年成立了中国科学院化学研究所。

## 古代工艺化学

### 陶瓷化学

#### 陶器和原始瓷器
据目前的考古资料，中国的陶器制作可追溯至新石器时代早期，距今已有一万多年历史。自20世纪60年代以来，先后在江西省万年县仙人洞、广西桂林甑皮岩、柳州大龙潭鲤鱼嘴、桂林庙岩、湖南道县玉蟾岩、河北徐水南庄头、阳原余家沟等多处遗址中，发现了大量早期陶器。这些陶器以铁质易熔粘土为材料，多混有石英砂和其他碎末。坯体为手工捏制，胎壁较厚但不均匀，烧制温度低，质地松软，色泽多为褐色，深浅不匀。最早的陶器可能是将陶坯晒干后直接用篝火烧制，极易破碎，故而很难见到遗存下来的完整陶器。这种露天烧制的方法，直到很晚的历史时期仍被中国东北和北方的一些少数民族沿用。
随着文明的发展，人们慢慢掌握了使用陶窑来烧制陶器的技术。早期的陶窑一般是选择坡地挖成，窑室位于火塘之上，中间以火道、火眼连接。火膛中的火焰经火道、火眼进入，由下向上流动，最后从窑顶排除。由于对进入窑室的空气缺乏控制，氧气往往过量，因而陶胎中的铁会被氧化为Fe2O3，制成的陶器呈红色。红陶是黄河中游地区新石器时代中期仰韶文化的代表。彩陶是一种带彩色纹饰的陶器，最早在前仰韶文化的白家文化和北首岭早期文化（距今7800-7100年）中发现。纹饰的类别有对称的几何图形和象形图案两种，其中鱼纹是半坡类型的标志。彩陶的大致制作过程为：挑选可塑性高的粘土，剔除杂质，加水制成较细的泥料。用慢轮拉坯方法修正外形，烘干后涂以天然颜料，最后以950℃左右的温度烧成。彩绘的颜料有黑色、红色、白色等等，其中黑色颜料主要以铁锰矿粉制成，使用较多。长江中游地区的屈家岭文化的薄壳彩陶则以烟熏的方式加上彩绘。
随着陶窑的发展，人们发明了各种封闭窑顶的办法。其中一种是在封闭出气孔后向内喷水，因此烧制后期窑室内氧气减少，陶胎中的部分氧化铁被还原为四氧化三铁和氧化亚铁，陶器呈现灰色。若火膛柴草过量，则游离的炭黑会均匀渗入陶胎，制成的陶器呈黑色。黑陶最早出现于河姆渡文化晚期，但大量的黑陶出自龙山文化时期。龙山黑陶含铁量较高，坯体中存在很多石英等残片和大量气孔，强度较之前的陶器有质的提升。其大致的制作过程是：精心筛选原料、快轮成型后打磨坯体外表，最后采用温度1000℃左右的竖穴窑烧成。龙山黑陶中有一种陶胎像蛋壳一样薄（最薄处仅0.1-0.2mm）、重量极轻、漆黑黝亮、做工精致的品种，称为蛋壳陶，常带有着鼻、耳、盖、流足、扣首等丰富饰物。只有保证泥料极细、渗碳工艺纯熟，才能烧制好这种陶器。
罗家角文化遗址、大溪文化遗址、仰韶文化晚期遗址中出土过一种表里、胎质均为白色的陶器，称为白陶。到了大汶口文化和龙山文化时期，白陶的烧造已较为普遍。白陶的Fe2O3含量偏低，Al2O3含量则较高，故而烧制后呈白色。早期的白陶是以辉石、角闪石、绿泥石或滑石的风化产物构成，而后来则转而使用高岭土和高铝黏土。
新石器时代晚期，长江流域出现了印纹硬陶。商代的硬陶多见于今天的浙江、江西，器物内壁多有垫窝痕迹，西周的硬陶则多见于长江流域，而到了春秋时期，硬陶在吴越地区依然流行。硬陶所用的粘土有精制的瓷石类粘土、紫金土、海滨沉积土等，质地较纯、氧化铁含量较低，烧成温度在ll00℃左右，有的陶片样本烧成温度甚至高达1280℃。
1993年，上海的马桥遗址（约距今3900年一距今3500年）中出土了中国最早的高温釉陶瓷，其烧制温度为1150℃-1180℃。商周时期遗址和墓葬更大量出土了原始瓷器。这些原始瓷胎体坚硬，胎质比硬陶细腻，胎色为灰白、青灰、黄白或灰褐色，釉层稀薄，薄厚不匀，釉色为淡绿色、灰绿色、黄绿色或灰褐色。原始瓷的烧制温度约1200℃，胎质取材于南方的瓷土，釉则采用石灰釉，烧成后基本不吸水。不过，原始瓷毕竟没能完全脱离陶器范畴，有的原始瓷原料中混有大量石英砂颗粒，施釉的均匀程度较差。瓷胎中含有莫来石晶体，亦含有一定量的玻璃相和气孔。
低温铅釉陶最初出现于汉代，它是在700-900℃的温度下烧成，釉中加入铅是为了降低釉的熔点。这种陶器胎质燃烧并不充分，比较容易渗水。当时人们已认识到铅的毒性，故避免将低温釉器皿用于饮食。到了唐代，出现了一种民间烧制的彩色铅釉陶——唐三彩。它用粘土作胎，先经1100℃左右的高温素烧，然后用铜、铁、钴、锰等元素的矿物和铅的氧化物所制成的着色剂上色，再经900℃左右的温度烧制而成。目前发现的大规模唐三彩窑址集中在陕西西安和河南洛阳。由于有CuO、CoO、Fe2O3、SiO2等成分，故而成品呈现绿、蓝、黄、白等釉色。
宋代时，紫砂陶开始展露头角，它与普通陶器的区别是Fe2O3含量较高。其原料紫砂土主要是粘土，亦含有石英、铁质矿物等成分。经过破碎、细磨、陈腐几道前期工艺，紫砂土中的铁质形成含铁胶体或高塑性陶泥。成型、干燥之后，经1100℃左右的温度烧制，生成莫来石、尖晶石、堇青石、高温石英等物质，得到成品。

#### 瓷器
到了东汉末期，原始瓷器的烧造技术有了极大的提高，发展处了真正的瓷器——青瓷。青瓷右釉面光泽。釉胎结合牢固，烧制温度为1260-1310℃。最早的青瓷集中在南方地区，约在北朝时期才传至北方。北方的青瓷Al2O3、SiO2、Fe2O3含量较低，釉色均匀程度较差。
随着制瓷水平的提高，胎釉中的含铁量逐渐为人所控制，白瓷应运而生。早期的白瓷有时会出现釉色泛青的现象，在北方发展较快。

### 本草和炼丹术

#### 远古至汉代
“本草”一词最早出现于汉初，是中国古代中药学的统称。商代以前，先民往往把疾病归于神谴或恶鬼附体。而到了周代，医药有了一定发展，逐渐发现了一些有医疗保健作用的食物。东周时期的《山海经》就记载了124中药材，包括动物药66种、植物药51种、矿物药2种、水土类2中，未详3种。但那时仍是巫医不分，医药只是运用法术的一种附属。
随着仙人传说的兴起，人们慢慢有了追求长生不死的欲望。到了春秋战国时期，提出了两种实现长生的方法——养生和服药，后一种方法得到了王公贵族的大力赞助。秦始皇扫灭六国后，先后派徐巿、韩终、侯公、石生等人寻觅不死药，遭到失败。后来，方士们将那些外观、性能特别的物质当做仙药，如认为丹砂“久服通神明、不老”、云母“久服轻身延年”、茯苓“久服安魂养神、不饥饿延年”、水银“久服轻身不死”等。靠这些自然药物并不能使人不死，于是方士们开始尝试自己炼制神丹。汉文帝统治时期，炼制伪黄金的活动已经出现。汉武帝继位后，更加热衷于神仙方术。方士李少君得到宠幸，据说能将丹砂和其他药材转化为“黄金”，食之不死。淮南王刘安也亲自从事炼丹活动，他的《淮南万毕术》残篇中记载了少量论变化之道的文字，如“取曾经十斤、浇以水，灌其地，云起如山云矣”，“白青得铁，即化为铜”，不过大部分内容属于幻术及传说。直到汉成帝时期，炼丹术依然不成熟，刘向《列仙传》所载“列仙”仍主要靠服食天然草木，只有“神砂飞雪”算得上炼丹的范畴。
大约成书于西汉末或东汉初的《黄帝九鼎神丹经》是中国现存最早的炼丹书，讲述了九种“神丹大药”，是火法炼丹的代表著作。第一种“丹华”是升炼丹砂而成，成为主要是硫化汞。第二种“神符”由水银、黑铅升炼，成分为氧化汞、氧化铅。第三种“神丹”以雄黄、雌黄混合升炼而成，成分主要为升华的硫化砷。第四种“还丹”由水银、雄黄、禹余粮混合升炼，主要成分为汞、硫化汞、雄黄。第六种“炼丹”是由巴越丹砂、雄黄、雌黄、曾青、巩石、石胆、礬石、磁石升炼而成，成分主要为丹砂与雌雄黄。第七种“柔丹”是水银升华所得，成分主要是氧化汞。第八种“铁丹”用玄黄涂布的丹釜升炼水银、曾青、磁石粉，主要成分为氧化汞。第九种“寒丹”是水银、雄黄、雌黄、曾青、礬石、磁石混合炼成，主要成分为汞、硫化砷、氧化砷、氧化汞。《正统道藏》中提到一位东汉中期的炼丹家狐刚子。他提出了从不同金矿中冶炼黄金的方法：对水金矿，先分离石英砂浮起，再以黄巩、胡同律煅烧得到的含银金箔；对山金矿则用金精、石胆精（硫酸）、朱砂等药物熔炼。另外他还提出了一种炼锡灰坯炉法，将金银矿粉与铅共炼，分出渗有金银的铅坨，焙烧后吹掉氧化铅，从而提纯金银。魏伯阳的《周易参同契》是中国最早的炼丹理论著作，强调“变化由其真，始终自相因”的观点，也简略的描述了丹鼎构造。书中说“汞白为流珠”、“太阳流珠，常欲去人”、“得火则飞，不见埃尘”，认识到汞具有流动性、不易控制，又接着说“卒的金华，转而相亲，化为白液，凝而至坚”，发现汞能和铅组成合金。中国最早的本草著作《神农本草经》受炼丹术强烈影响，记载药物347种。其中将药品分为3种：“上品”无毒，“中品”服用需斟酌，“下品”毒性强，不可久服。其中将丹砂归为无毒，是错误的，但亦发现它“能化为汞”，已认识到硫化汞加热能分接出金属汞。

#### 魏晋南北朝
魏晋时期，道教活动进一步发展，炼丹术逐渐成熟。东晋葛洪所撰《抱朴子·内篇》对靠自我修炼和服食金丹的两种养生方法做了述评，其中《金丹》、《仙药》、《黄白》三篇尤其为世人所重。其中提到一种“九转神丹”，以赤盐（含氧化汞）、艮雪（氯化汞和氯化亚汞）、玄白（醋酸铅）为原料，反复精炼之后得到“还丹”（成分可能为氧化汞）。《黄白》还公开了一些他收集到的黄白术方，强调制作金银是延年而非致富的手段。

## 近代化学的传入

### 清朝書籍翻譯工作
在清朝的鸦片战争之后，西方的化學知識陸續傳入中國。1866年設立的算學館就有教授化學課程。清朝學者對中國現代化學發展的貢獻在於出版大量化學書籍和翻譯化學名詞。1855年（咸豐五年），英國醫生和傳教士合信以中文出版《博物新編》，書中介紹了自然科學的知識。合信把“元素”一詞翻譯為“原質”，並介紹了不少元素的性質。到了1868年（同治七年），同文館出版了美國傳教士丁韪良編著的《格物入門》。全書共七卷，其中卷六講述化學，講述了不同元素與化合物的性質，也有講述酸鹼中和等化學反應。亦附有一個元素一覽表，名爲“原行總目”。於1871年，嘉約翰和何瞭然兩人以喬治·福恩斯（George Fownes）的《Manual of Chemistry》和大衛·埃姆斯·威爾斯（David Ames Wells）的《Well's Principles and Applications of Chemistry》作為基礎寫成《化學初階》，由博濟醫局印行，此書再一次翻譯元素的名稱。同年傅蘭雅和徐壽將《Well's Principles and Applications of Chemistry》翻譯為《化學鑒原》，裏面介紹到不同元素和化合物的性質和化學反應，例如把一塊鈉金屬切開時，可看到裏面的金屬光澤。徐壽把以往元素冗長的名字簡化成一個字，亦定下化合物命名的規則。1872年，美國醫生兼傳教士瑪高溫和華蘅芳譯了詹姆斯·德懷特·達納的礦物學文件《Manual of Mineralogy》，名爲《金石識別》，書裏面有一個原子量列表，稱為「重率全表」。其後清朝學者翻譯出《化學考質》、《化學求數》、《化學分原》、《化學指南》等書籍。

### 元素的命名
下表是不同化學書對1-35元素（氫到溴）的名稱翻譯的對比，可以見到隨時間的推移元素命名的變化：
| 序数 | 符号 | 金石识别   | 格物入门 | 化学初阶 | 化学鉴原 | 现代名称 |
| ---- | ---- | ---------- | -------- | -------- | -------- | -------- |
| 1    | H    | 輕氣       | 淡氣     | 輕氣     | 輕氣     | 氢       |
| 3    | Li   | 劣非地恩   |          | 鋰       | 鋰       | 锂       |
| 5    | B    | 布而倫     | 硼精     | 硼       | 𥑢       | 硼       |
| 6    | C    | 炭         | 炭精     | 炭精     | 炭       | 碳       |
| 7    | N    | 硝氣       | 硝氣     | 淡氣     | 淡氣     | 氮       |
| 8    | O    | 養氣       | 養氣     | 養氣     | 養氣     | 氧       |
| 9    | F    | 夫羅而林   |          | 弗氣     | 弗氣     | 氟       |
| 11   | Na   | 素地恩     | 鹻精     | 鏀       | 钠       | 钠       |
| 12   | Mg   | 美合尼西恩 |          | 镁       | 镁       | 镁       |
| 13   | Al   | 哀盧彌尼恩 | 礬精     | 钒       | 铝       | 铝       |
| 14   | Si   | 夕里西恩   | 玻精     | 玻       |          | 、       |
| 15   | P    | 燐         | 光藥     | 燐       | 燐       | 磷       |
| 16   | S    | 硫磺       | 硫磺     | 硫磺     | 硫       | 硫       |
| 17   | Cl   | 緑氣       | 緑氣     | 緑氣     | 緑氣     | 氯       |
| 19   | K    | 卜對斯恩   | 灰精     | 𨦗       | 钾       | 钾       |
| 20   | Ca   | 丐而西恩   | 石精     | 鉐       | 钙       | 钙       |
| 23   | V    | 凡奈地恩   |          | 鐇       | 钒       | 钒       |
| 24   | Cr   | 客羅彌恩   |          | 鏴       | 铬       | 铬       |
| 25   | Mn   | 孟葛尼斯   | 蒙石     | 锰       | 锰       | 锰       |
| 26   | Fe   | 鐵         | 鐵       | 鐵       | 鐵       | 铁       |
| 27   | Co   | 苦抱爾     |          | 鎬       | 鈷       | 钴       |
| 28   | Ni   | 臬客爾     |          | 镉       | 镍       | 镍       |
| 29   | Cu   | 銅         | 銅       | 銅       | 銅       | 铜       |
| 30   | Zn   | 白鉛       | 白鉛     | 鍟       | 锌       | 锌       |
| 33   | As   | 砒         | 信石     | ⿱信金   | 鉮       | 砷       |
| 34   | Se   | 西里尼恩   | 硒       | 硒       | 硒       | 硒       |
| 35   | Br   | 孛羅名     |          | 溴       | 溴       | 溴       |

### 化合物的命名

#### 《化學鑒原》時期
當年徐壽翻譯了《化學鑒原》一書，初步提出了化合物的命名方法。
某些化合物的名詞一直沿用至今，如臭氧等。
某些化合物名字很特殊，現今一般不會使用，如硝鏹水（硝酸）、鉀衰（氰化鉀）等。
當時的命名只是初步的方法，跟現今的方法很不一樣。清朝時，離子化合物的名字是由元素的名稱合併而得，而下標表示了該粒子的數量。例如KI,當時命名為鉀碘，今天我們命名它為碘化鉀。而硫酸鈣，當時名為鈣養硫養三。又如鉀養淡養（硝酸鉀）、鋇養（氧化鋇）等。可見當時離子化合物的命名是先讀陽離子再讀陰離子，跟今天的命名法相反。

### 清朝著名化學家
清朝最爲著名的化學家是徐壽和他的兩個兒子徐建寅、徐華封。清末的科學教育培育了後來中國王璡、任鴻雋、陳裕光、陳可忠等化學家。

## 20世纪

### 諾貝爾化學獎
- 李遠哲